# The Ferrets
The Ferrets è un cortometraggio muto del 1913 diretto da Oscar Eagle. Prodotto dalla Selig Polyscope Company, il film aveva come interpreti Joseph Ransome, Lillian Logan, Jack Nelson, George L. Cox.

## Trama
Desmond, il capo della polizia, rifiuta a Tait, il suo detective, la mano di sua figlia Grace dicendogli che ci ripenserà se lui riuscirà a catturare una banda di falsari. Durante le indagini, Tait capita in un edificio apparentemente abbandonato dove viene sorpreso dalla banda dei falsari che lo legano, imbavagliato, alla mercé dei topi. Le bestiole solo talmente numerose che i proprietari dell'edificio mandano un disinfestatore che trova Tait. La banda dei malviventi cattura però anche il nuovo venuto, facendogli fare la stessa fine del detective. I due riescono a liberarsi grazie al furetto del disinfestatore che rosicchia le corde che legano il padrone.

## Produzione
Il film fu prodotto dalla Selig Polyscope Company.

## Distribuzione
Distribuito dalla General Film Company, il film - un cortometraggio in una bobina - uscì nelle sale cinematografiche statunitensi l'11 marzo 1913.